# Delia Grigore
Delia Grigore (în rromani: Deliya Grigore, n. 7 februarie 1972, Galați, România), aparținând minorității naționale a rromilor din România, este etnolog, profesoară, scriitoare și activistă pentru drepturile rromilor.
Este președinta Asociației Centrul Rromilor „Amare Rromentza”.